# História pré-cabralina do Brasil

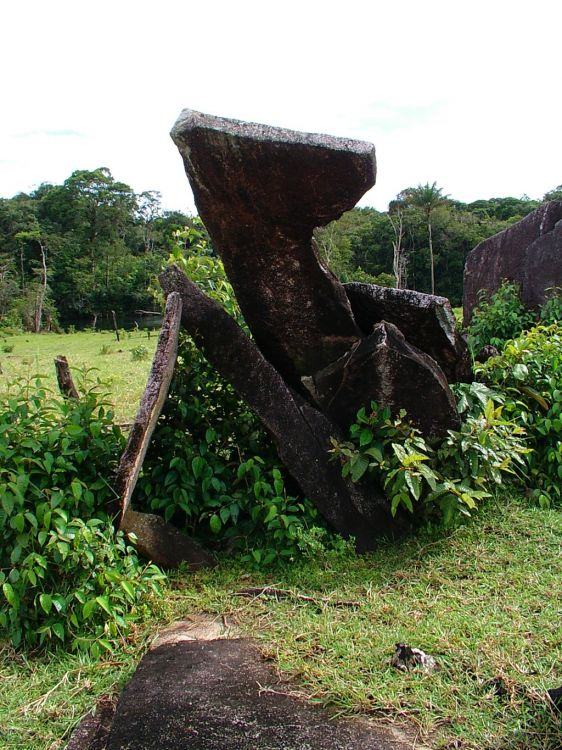
Os megálitos do Parque Arqueológico do Solstício, em Calçoene, são atribuídos a antigos povos indígenas da região

A história pré-cabralina do Brasil é a etapa da história do Brasil anterior à chegada dos portugueses no ano de 1500 protagonizada pelo navegador Pedro Álvares Cabral, e também analise da antropização (ação do humano sobre o meio-ambiente) à época em que a região que hoje é o território brasileiro era ocupada por milhares dos chamados povos indígenas.
A expressão pré-história do Brasil também é usada para se referir a este período, mas há criticas ao termo devido ao fato de o termo "pré-história", modernamente, ser combatido por alguns acadêmicos, por ser uma visão eurocêntrica de mundo, na qual os povos sem escrita seriam povos sem história. No contexto da história do Brasil, essa nomenclatura não aceitaria que os indígenas tivessem uma história própria. Por essa razão, há quem prefira denominar esse período histórico como pré-cabralino.
A pré-história tradicional geralmente se divide nos períodos paleolítico, mesolítico e neolítico. Porém, atualmente, essa periodização tem sido revista no mundo todo. No Brasil, alguns autores preferem trabalhar com as épocas geológicas do atual período quaternário: o pleistoceno e o holoceno. Neste sentido, a periodização mais aceita se divide em: pleistoceno (caçadores e coletores de há, pelo menos, 12 000 anos) e holoceno, sendo que este último pode ser subdividido arcaico antigo (entre há 12 000 e há 9 000 anos), arcaico médio (entre há 9 000 e há 4 500 anos) e arcaico recente (de há 4 000 anos até à chegada dos europeus). Acredita-se que os primeiros povos começaram a habitar a região onde hoje se situa o território brasileiro há 60 000 anos. Recomenda-se o uso da abreviação a.p. (antes do presente) para referir-se aos anos de acontecimento de cada período.

## Metodologia de estudo

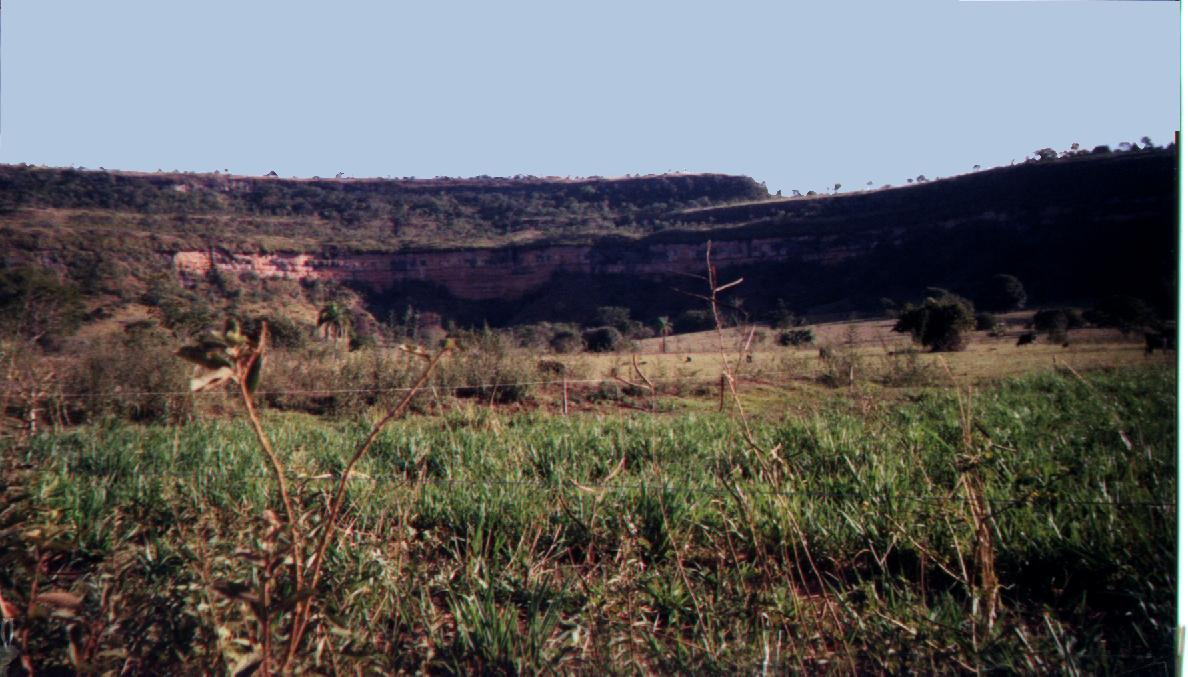
Serra da Boa Vista, onde recentemente foram encontrados vestígios arqueológicos

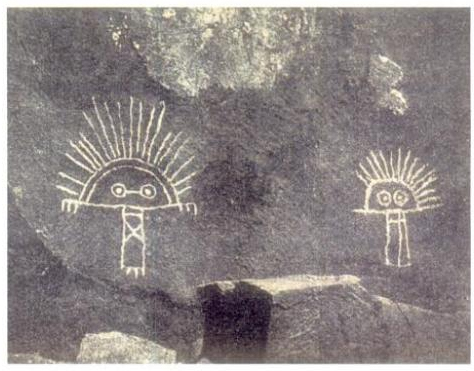
Pintura rupestre dos indígenas pré-cabralinos em Cachoeira Resplendor, Pará

O estudo da história brasileira antes de 1500 é feito, sobretudo, por meio da arqueologia, uma vez que os povos que ocuparam o território onde hoje se encontra o Brasil não possuíam, até onde sabemos, escrita. Estudos linguísticos, etnológicos e históricos têm auxiliado as pesquisas arqueológicas na medida do possível. No entanto, poucos foram os autores que tentaram reconstruir essa história de forma panorâmica (e as tentativas dos arqueólogos de estabelecer uma visão geral da história Pré-Cabralina não se provaram satisfatórias). Para complicar mais a situação, ainda falta muito a ser feito em vários níveis de pesquisa – registros de línguas e comparações, análise de materiais escavados, relações entre sítios diversos da antiguidade e outros do período colonial, etc.
O primeiro estudioso a se indagar sobre o passado brasileiro foi o dinamarquês Peter Wilhelm Lund. Este naturalista foi responsável pelo estudo de várias reminiscências de plantas antigas nas grutas da região de Lagoa Santa (Minas Gerais), onde se fixou, entre 1834 e 1880. Em suas buscas, chegou a encontrar ossos humanos misturados a esses vestígios pré-históricos, um dos primeiros achados que contradizia a teoria da criação bíblica. Foi o primeiro a defender a antiguidade da presença humana na América, baseado em achados arqueológicos, mas não conseguiu convencer a comunidade científica de sua época.

### Sambaquis
Os sambaquis, montes de conchas e outros resíduos acumulados por ação humana, foram vestígios arqueológicos responsáveis por suscitar considerável debate científico no século XIX. O diretor do Museu Nacional – que junto do Museu Paulista representava o interesse oficial acerca dos fatos histórico-arqueológicos no Brasil –, Landislau Netto, enviou as primeiras expedições científicas para estas regiões. Após anos de pesquisas, essas missões alegaram que "montes de conchas" teriam formação antropogênica, isto é, origem humana. Hermann Von Ihering, contudo – o diretor do Museu Paulista – primeiramente se opôs a essa visão, dizendo que os restos de conchas teriam sido formados por fenômenos naturais e intertropicais.
Entre 1880 e 1900 ocorreram as primeiras escavações na Amazônia. Descobertas extasiantes de cerâmicas marajoaras foram realizadas nesse período, e foram analisadas em 1882 pelo egiptólogo Paul l'Epine, que acreditava identificar na cerâmica indígena grafias egípcias e asiáticas. Emílio Goeldi também realizou, nesta época, pesquisas importantes no norte. O austríaco J. A. Padberg-Drenkpohl, contratado após a Primeira Guerra Mundial pelo Museu Nacional, foi outra figura importante da história da arqueologia brasileira, que escavou, entre 1926 e 1929, em Lagoa Santa. Seu objetivo era encontrar vestígios em Lagoa Santa que comprovassem os achados clássicos de Lund. Drenpohl, contudo, não foi bem sucedido em sua empresa, tendo passado a criticar os defensores da antiguidade das populações de Lagoa Santa. Em 1934, pouco depois da última expedição de Drenkpohl, Angione Costa publicou o primeiro manual de arqueologia brasileira.
Depois de 1950 a arqueologia oficial se contraiu, enquanto aumentou o número de amadores que passaram a realizar pesquisas no país. Um desses foi Guilherme Tiburtius, imigrante alemão em Curitiba, que teria realizado uma das buscas mais importantes de antiguidades indígenas pelo Brasil, coletando artefatos para sua coleção (recebida pelo Museu do Sambaqui de Joinville). Estudou o litoral catarinense e o planalto paranaense, tendo sido auxiliado pela Universidade Federal do Paraná em suas pesquisas. Harold V. Walter, cônsul inglês em Belo Horizonte, foi responsável por buscas no Estado de Minas Gerais, na região de Lagoa Santa. A despeito de ter empregado uma metodologia pouco válida para os dias atuais, contribuiu muito para a coleta de informações sobre a era pleistocênica. Ainda nessa época, foram realizados esforços substanciais no sentido de se preservar o patrimônio histórico brasileiro. Graças ao esforço de diversos intelectuais, o Instituto de Pré-História da USP (atualmente integrado ao MAE) foi criado, enquanto, alguns anos mais tarde(1961), uma nova legislação sobre o patrimônio era promulgada. Acompanhando esse avanço na questão de preservação da memória brasileira, havia sido realizadas escavações na foz do amazonas, por Clifford Evans e Betty J. Meggers entre 1949 e 1950, descobrindo importantes artefatos cerâmicos, e em São Paulo e no Paraná entre 1954 e 1956 por Joseph Emperaire e Annette Laming – onde foram feitas as primeiras datações carbono catorze.
A história recente da arqueologia no Brasil inclui a criação da PRONAPA (Projeto Nacional de Pesquisas Arqueológicas) com o auxílio do IPHAN (Instituto do Patrimônio Histórico e Artístico Nacional), que teria como objetivo realizar buscas para fornecer um panorama mais completo do passado histórico-cultural brasileiro. Enquanto isso, instituições como o Museu Nacional, o Museu Paulista e o instituto de Pré-História realizaram pesquisas isoladas, enquanto o Museu Emílio Goeldi se lançou num projeto chamado PRONAPABA (Projeto Nacional de Pesquisas Arqueológicas na Bacia Amazônica). Vários estudos foram realizados desde então sobre os sambaquis, a pintura rupestre brasileira e a indústria lítica antiga. Em 1980 foi criada a primeira Sociedade de Arqueologia Brasileira. O ensino de arqueologia é hoje ministrado no Brasil, embora de forma limitada.

## Pleistoceno: (60 000-12 000A.P.)

### Ocupação do território

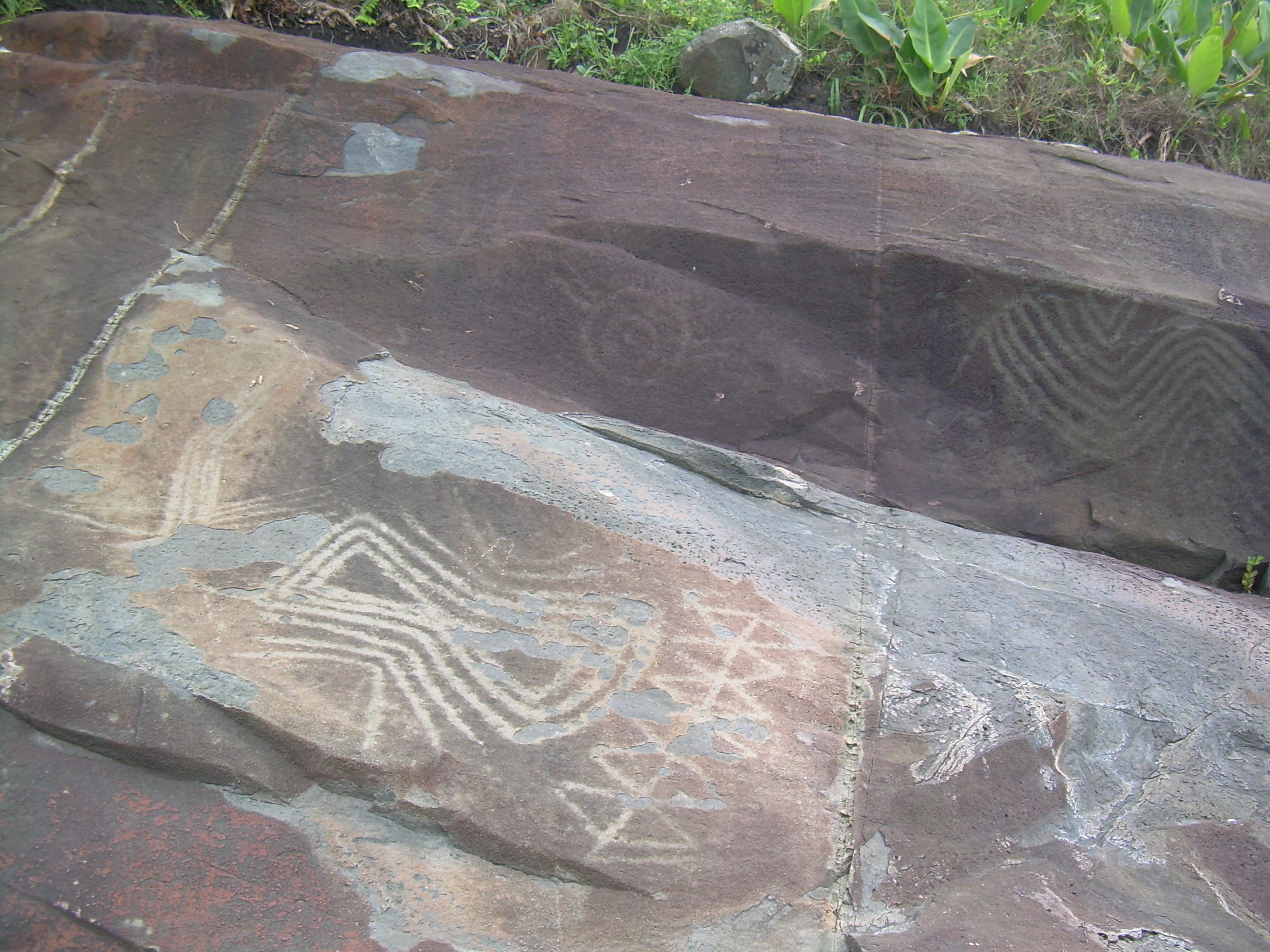
Inscrições paleolíticas no Costão do Santinho, em Florianópolis, Santa Catarina

A ocupação do território americano é um tema ainda controverso, sobretudo porque muitos arqueólogos ainda são reticentes em aceitar que humanos possam ter chegado à América por outras vias que não a ponte terrestre de Bering. Segundo a teoria tradicional, também conhecida como Teoria de Clóvis, os primeiros habitantes da América teriam migrado da região atual da Mongólia para o Alasca, atravessando a ponte terrestre de Bering. Não obstante, descobertas efetuadas em sítios arqueológicos brasileiros têm colocado em questão a validade desta teoria. No Piauí, por exemplo, foi encontrado um fóssil de Ancylostoma duodenale com a data de 7 750 A.P. De acordo com alguns arqueólogos, essa espécie não poderia ter sobrevivido à travessia na Beríngia, pois teria morrido com o frio. Assim, acreditam que a existência do fóssil indica a migração de povos oriundos de regiões quentes do globo. Achados em Minas Gerais e na Bahia foram datados entre 25 000 a 12 000 A.P. No sítio arqueológico Alice Boer, em São Paulo, foram encontradas peças com idade de 14 200 A.P. Em São Raimundo Nonato, no Piauí, os arqueólogos defendem a idade de 50 000 anos para um abrigo ocupado com vestígios humanos. Ainda neste mesmo sítio, os arqueólogos conseguiram encontrar artefatos humanos que remontassem a mais de 48 000 A.P.
As descobertas no Brasil polemizaram a visão tradicional da ocupação da América. Os arqueólogos passaram a defender outras teorias sobre as grandes migrações, entre elas, a de que humanos teriam chegado à América entre cerca de há 150 mil e 100 mil anos, vindo por correntes Malásio-Polinésias (oriundas do sudeste asiático) ou australianas (oriundas do pacífico sul), enquanto outros autores ainda pensam numa corrente migratória originada na África. Contribuem para a definição dessas teorias as similaridades entre os vestígios materiais encontrados na América com aqueles encontrados na Oceania. De qualquer forma, pode-se admitir hoje de forma geral que o Brasil foi ocupado há 60 mil anos, no que diz respeito ao Piauí. As correntes migratórias teriam atingido Minas Gerais há 30 mil anos e o Rio Grande do Sul, há 15 mil anos. Todo o país estava ocupado há 12 mil anos.

### Luzia

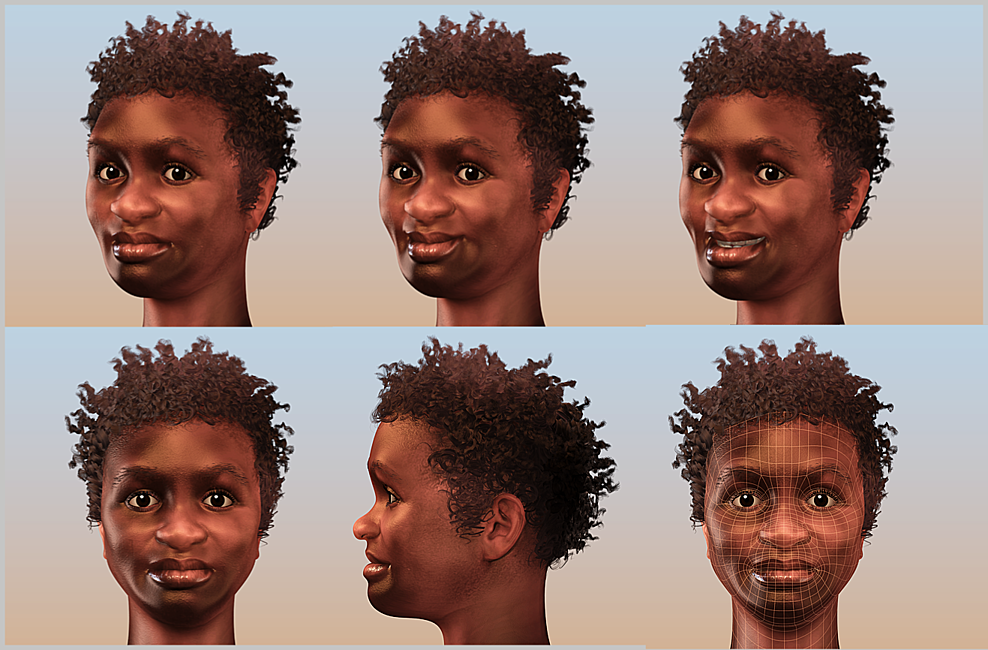
Reconstituição computadorizada de Luzia, o fóssil mais antigo das Américas

Luzia é o nome do fóssil humano mais antigo encontrado nas Américas. Encontrado pela arqueóloga francesa Annette Laming-Emperaire na década de 1970 no sítio arqueológico de Lapa Vermelha, no município de Lagoa Santa (Minas Gerais), o fóssil dessa mulher pré-histórica contribuiu para reacender um antigo debate em torno da migração humana à América. De acordo com o paleoantropólogo Walter Neves, responsável por batizar o fóssil, a morfologia do crânio de Luzia a aproximaria dos atuais aborígenes da Austrália e nativos da África.
Neves aventou a hipótese de que, portanto, a ocupação da América foi mais antiga do que até então se imaginava, embora não recuando muito no tempo (cerca de 14 mil anos antes do presente), e que foi realizada por povos de regiões distintas, como a Oceania e a África. Essa tese não foi muito bem recebida por alguns cientistas. De acordo com a National Geographic, além de as raças não serem uma maneira científica de classificar seres humanos, as diferenciações entre os grupos humanos só surgiram após 9,5 mil anos.

#### O povo de Luzia
Os estudos realizados na região habitada por Luzia e outros paleoíndios demonstram que eles desconheciam a cerâmica e que sua indústria lítica era relativamente simples. Pesquisas recentes, contudo, afirmam que essa população era sedentária. Achados como enterros numerosos e uso de matérias-primas existentes apenas neste local reforçaram estas ideias. Uma análise das cáries nos dentes destes americanos demonstra que eles, embora não tivessem agricultura, se aproveitavam intensamente de recursos vegetais.

## Holoceno no Brasil (12 000–4 000A.P.)
Os arqueólogos denominam por "fase" um complexo cultural onde os elementos são intimamente associados. Por "tradição", os arqueólogos entendem as práticas e técnicas padrão dos antigos para a confecção, por exemplo, da indústria lítica e da pintura rupestre. Uma subtradição é uma divisão dentro da tradição, normalmente porque houve uma diferenciação do padrão original em dois ou mais padrões novos.
No final do período pleistoceno, a temperatura variou amplamente em fases de expansão e contração das geleiras. Acredita-se que as temperaturas eram mais frias no pleistoceno do que no holoceno, quando sofreram um aumento considerável. No começo do período arcaico médio, o nível do mar se encontrava 10 metros abaixo do atual. Muitas regiões do país, como o Piauí, por exemplo, eram muito mais úmidas do que o são hoje.

### Nordeste e centro-sul do Brasil

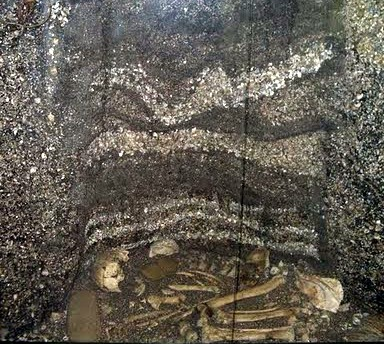
Modelo de sambaqui do Museu de Arqueologia e Etnologia da Universidade de São Paulo

A idade paleolítica brasileira é normalmente situada entre 12 mil e 4-2 mil anos antes do presente, quando do surgimento e difusão da prática agricultora na região. Antes disso, humanos viviam de caça, pesca e coleta, fato comprovado por achados arqueológicos e representações em pinturas pré-cabralinas. Nesta época, os arqueólogos constataram a existência de diferentes tipos de indústria lítica em diversas regiões do Brasil. No nordeste, vários sítios arqueológicos indicam o desenvolvimento da pedra lascada, contendo lesmas (artefato lítico em forma de lesma utilizado para raspar suportes de madeira), lascas, furadores e fogões para assar caça. A pintura rupestre era realizada nesses primeiros sítios.
Na região nordeste, as técnicas de trabalho com o material lítico se tornam cada vez mais diversificadas e complexas com o passar do tempo. O número de fogões, por exemplo, aumenta conforme as datações se aproximam do ano 8 mil antes do presente. Fogueiras também são encontradas.
As pinturas rupestres dessa região têm se revelado profundamente instigantes. Na Toca do Baixão da Perna 1, por exemplo, (na área arqueológica de São Raimundo Nonato) foram encontradas pinturas rupestres que datam de há 10 500 anos. No sítio do boqueirão da Pedra Furada, inúmeras pinturas rupestres em pigmento vermelho foram encontradas. Os autores identificam a tradição de pintura desta área como "tradição nordeste".  Além da tradição nordeste, foram identificadas subtradições como a Várzea Grande (sudeste do Piauí) e a Seridó (Rio Grande do Norte). As figuras mais abundantes representam seres humanos, plantas e animais, mas também são encontrados grafismos puramente abstratos. Algumas paredes de caverna representam cenas de caça e celebrações rituais. De acordo com alguns arqueólogos, os temas de violência na pintura rupestre antiga estariam vinculados ao desenvolvimento técnico obtido nos anos subsequentes, responsável por promover estratégias de caça mais eficientes. A tradição nordeste se encerra há cerca de 5 mil.
Na região central e nordeste, uma importante tradição cultural foi identificada pelos estudiosos: a "tradição Itaparica" (Goiás, Minas Gerais, Pernambuco, Piauí). Essa tradição teria desenvolvido ferramentas líticas lascadas como lesmas, furadores e facas, mas poucas pontas de projéteis. Os povos dessas regiões teriam mudado sua forma de vida cerca de há 6 500 anos, quando teriam passado a se alimentar de moluscos e frutos. No centro do país, uma tradição de pintura rupestre denominada "Planalto" teria se desenvolvido.
As datas mais antigas no Sul são atribuídas à "tradição Ibicuí" (entre 13 000 e 8 500 anos), composta de artefatos simples, encontrados na Bacia do Uruguai. A fase Uruguai, que sucede a primeira cronologicamente, data de 11 555 a 8 640 A.P. e é composta por raspadores, facas bifaciais e pontas de projéteis. Em Santa Catarina e no Rio Grande do Sul foram localizados artefatos (facas, raspadores, pontas de flecha foliáceas) de há 8500 a há 6500 anos, estabelecidos como "tradição Vinitu". A "tradição Humaitá", mais recente (entre 6500 e 2000 anos) se estende de São Paulo ao Rio Grande do Sul. Populações dessa tradição produziram raspadores, furadores, e zoólitos (estátuas de pedra assumindo formas animais). Outra tradição identificada no sul foi chamada de "Umbu"; esta teria sido responsável pela confecção de fogões e pontas de projéteis.
Os principais sítios arqueológicos do litoral são os sambaquis, montes de conchas de moluscos (com os quais se alimentavam as populações antigas) formados por ação humana. Normalmente são encontrados junto dos sambaquis esqueletos dos antigos americanos, peças líticas, restos de alimentos, etc. Grande parte dos sambaquis brasileiros se encontram cobertos pelo mar, devido às mudanças climáticas ocorridas durante o pleistoceno tardio e o holoceno. Os sambaquis existem em quase todo o litoral brasileiro. Na época de sua descoberta, no século XIX, foram comparados com estruturas semelhantes existentes na Escandinávia. Os sambaquis são associados à "tradição Itaipu". Os povos que habitavam o litoral são normalmente definidos como pescadores seminômades.

## Arcaico recente do sul à região nordeste (4 000A.P.até1500 d.C.)
O aparecimento de plantas cultivadas em Minas Gerais data de há 4 000 anos. Em São Raimundo Nonato, a agricultura parece ter sido praticada desde há pelo menos 2 090 anos. Embora a cerâmica amazônica seja mais antiga que a agricultura, o mesmo fenômeno não ocorre no resto do país, onde a cerâmica mais antiga data de há 3000 anos (na área de São Raimundo Nonato). Arqueólogos brasileiros consideram que o surgimento da cerâmica nas regiões em questão está ligado ao sedentarismo e à agricultura, uma vez que a cerâmica é de difícil transporte e, normalmente, teve a função de armazenar víveres. A tradição Taquara-Itararé é talvez a mais estudada tradição de cerâmica do país.

## Período pré-cerâmico (Amazônia) (12 000-3 000A.P.)

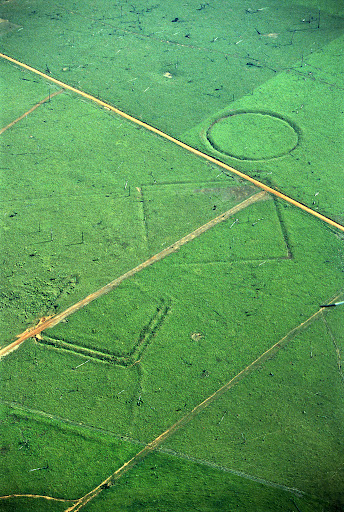
Alguns especialistas, como Eduardo Goes Neves, argumentam que paisagens da Floresta Amazônica (acima) teriam sido moldadas pela ação dos povos pré-cabralinos. Na imagem, geoglifos em terras desmatadas na floresta amazônica do Acre

As datações mais antigas da região amazônica atribuem aos primeiros habitantes da região datas como 12 500 a.C. É provável que o território já houvesse sido colonizado anteriormente, mas apenas o avanço da pesquisa na Amazônia poderá confirmar essa hipótese. Os arqueólogos identificam um desenvolvimento da técnica de lascar pedras, começando pelo lascamento por percussão e seguindo para o lascamento por pressão. As mudanças nas técnicas de lascamento são associadas a diferentes modalidades de caça, uma voltada para os animais de grande porte, e outra para os animais de pequeno porte. Nada, contudo, é certo sobre o estilo de caça dos antigos povos amazônicos. Os estudiosos acreditam que esses povos se alimentavam de moluscos (observação baseada na descoberta de sítios como os sambaquis), pequenos animais e frutos. Os sambaquis continuam sendo os principais sítios arqueológicos desse período na Amazônia.

### Agricultura amazônica
Novas pesquisas em Rondônia atribuem uma antiguidade muito maior à prática da agricultura na Amazônia. De acordo com o arqueólogo Eduardo Bespalez, a agricultura amazônica pode chegar a 8000 anos, uma data próxima dos primeiros registros de agricultura no mundo. Além disso, o sítio arqueológico de Garbin reforça a tese de Ana Roosevelt de que a cerâmica não esteve associada, nas suas origens, à agricultura. Os arqueólogos brasileiros encontraram apenas indústria lítica associada à terra preta (principal indício da prática de agricultura na região). As novas descobertas podem jogar luz sobre os mistérios que envolvem desde o significado de sociedades complexas na Amazônia até as origens da Floresta Amazônica, possivelmente antropogênica. De acordo com o arqueólogo Marcos Pereira Magalhães, "A Cultura Neotropical Amazônica é o resultado de um acontecimento histórico regional de longa duração, derivada da Cultura Tropical desenvolvida por sociedades de caçadores-coletores integradas social, cultural e economicamente aos recursos da floresta tropical neotropical, com a qual interagiam objetiva e subjetivamente".

## Período cerâmico incipiente:3 000-1 000 a.C.
Durante essa época os povos amazônicos adotaram um estilo de vida similar ao estilo de vida adotado por muitas tribos do território atualmente. Assim, os indígenas teriam vivido em estado de relativa fixação, realizando a horticultura de raízes. Esses grupos desenvolveram a primeira cerâmica elaborada da América, com temas geométricos e zoomórficos, pinturas em tinta branca e vermelha. Os vasos assumiram formatos ovais e circulares. Os grupos de estilos cerâmicos mais conhecidos são chamados de "Hachurado Zonado" e "Saldóide Barrancóide". O último é relacionado a incisões e pinturas em vermelho e branco, enquanto o primeiro à preferência pelo hachurado zonado. Cerâmicas do estilo Saldoide, encontradas no baixo e médio Orenoco, parecem terem sido criadas entre 2 800 a 800 a.C. Os estilos Hachurados Zonados de Tutoshcainyo e Ananatuba datam, respectivamente, de cerca de 2 000–800 a.C. e 1 500–500 a.C. Muitos estudiosos admitiram que essa cerâmica tenha sido influenciado pelos complexos culturais andinos, embora hoje já se admita que os indígenas da Amazônia tenham desenvolvido essa cerâmica elaborada na própria região baixa, tendo provavelmente influenciado os Andes posteriormente.
Essas sociedades praticavam, além da horticultura, caça e pesca. O consumo de mariscos foi reduzido, e esses povos passaram a se instalar nas várzeas e margens dos rios. Assadeiras de cerâmica grossa foram identificadas nesses territórios, de forma que alguns arqueólogos aventam a hipótese da presença da mandioca. Sítios desses complexos culturais foram encontrados na bacia do Ucaiali, na ilha de Marajó, no Orenoco e no Amazonas.

## Cacicados complexos da Amazônia (1 000 a.C.–1 000 d.C.)

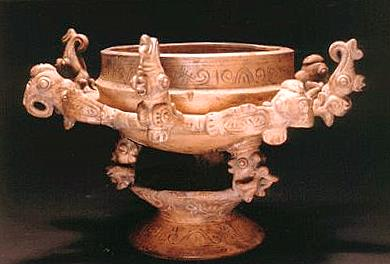
Cerâmica produzida por antigas sociedades complexas que viviam na região da Santarém, no Pará. Museu de Arqueologia e Etnologia da Universidade de São Paulo

O aumento demográfico das populações amazônicas na época da Pré-História tardia, combinado a outros fatores, suscitou grandes transformações entre as sociedades indígenas da Amazônia. Segundo arqueólogos, as sociedades que habitavam regiões da bacia amazônica passaram a se organizar de forma cada vez mais elaborada entre 1 000 a.C. e 1000 d.C. Os arqueólogos definem estas sociedades como “cacicados complexos”. Essas sociedades tornaram-se cada vez mais hierarquizadas (provavelmente contendo nobres, "plebeus" e servos cativos), constituíram chefias centralizadas na figura do cacique, e adotaram posturas belicosas e expansionistas. O cacique, além de dominar amplos territórios, organizava continuamente seus guerreiros visando conquistar novos territórios. A cerâmica dessas sociedades era altamente elaborada, demonstrando um domínio de técnicas complexas de produção. Havia urnas funerárias elaboradas (associadas ao culto dos chefes mortos), comércio e os indícios arqueológicos apontam uma densidade demográfica de escala urbana nessas civilizações.  Acredita-se que a monocultura era praticada, além da caça e da pesca intensivas, a produção intensiva de raízes e o armazenamento de alimentos. Segundo a pesquisadora Anna Roosevelt, "O desenvolvimento da agricultura intensiva nos tempos pré-históricos parece ter estado correlacionado à rápida expansão das populações das sociedades complexas. Sugestivamente, os deslocamentos e o despovoamento do período histórico aparentemente fizeram com que estas economias retornassem aos padrões de cultivo menos intensivo de raízes e à captura de animais (...)".
Crônicas do início do período colonial são hoje empregadas na reconstrução das antigas civilizações brasileiras. Muitos cronistas estrangeiros descreveram elementos indígenas do período dos cacicados complexos. A dissolução dessas organizações sociais normalmente é relacionada à conquista, que teria abalado sua estrutura demográfica.

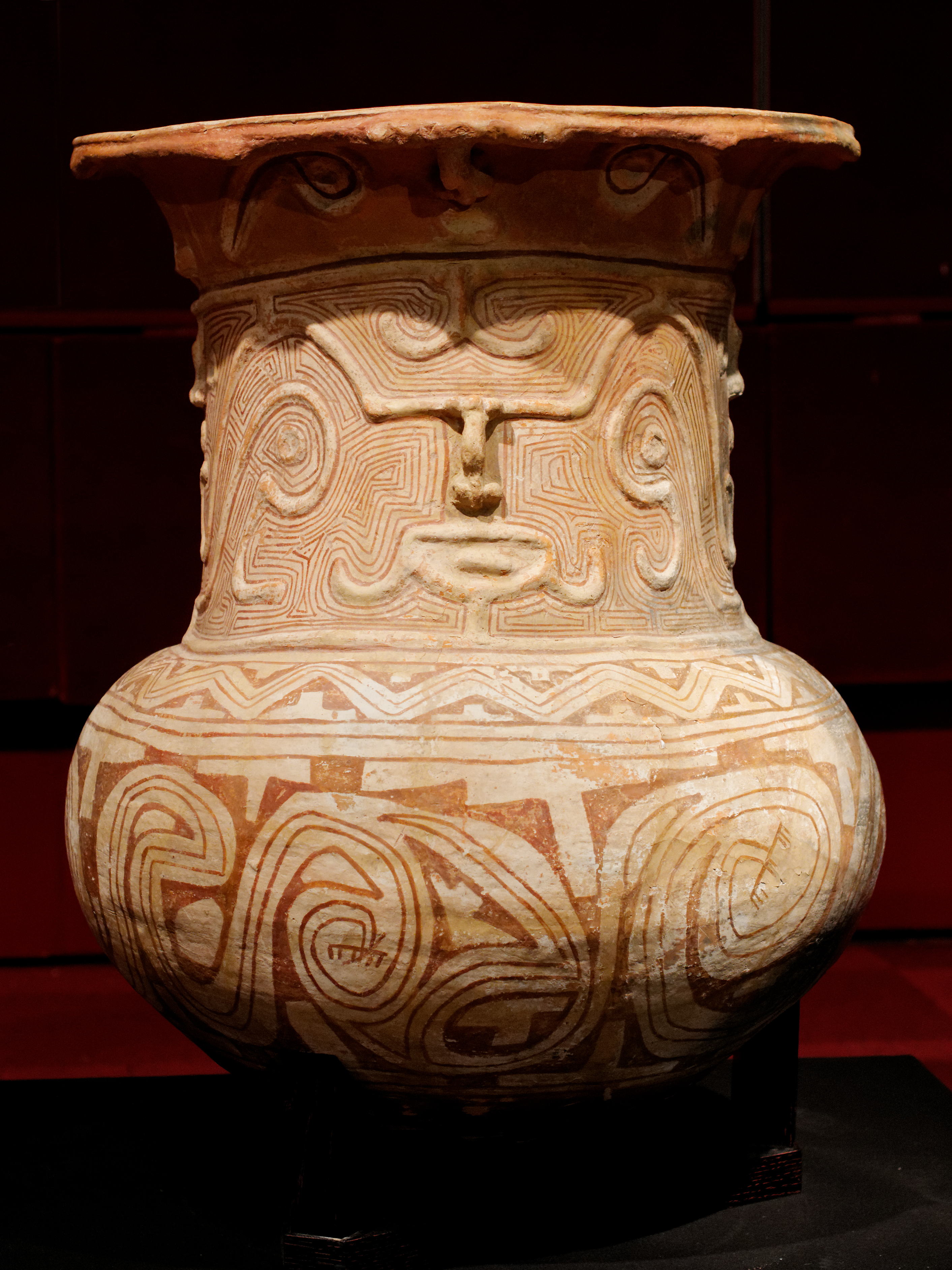
Cerâmica complexa da fase marajoara, na Ilha de Marajó; no caso, uma urna funerária

A cerâmica produzida por estas civilizações é classificada em dois grupos principais: o "Horizonte Policrômico" e o "Horizonte Inciso Ponteado". Entre os sítios arqueológicos que apresentaram vestígios agrupados sob o Horizonte Policrômico estão: os Marajoaras (foz do Amazonas) e o Guarita (Médio Amazonas), entre outros localizados fora da Amazônia brasileira. Entre os sítios arqueológicos associados ao Horizonte Inciso Ponteado encontram-se: Santarém (Baixo Amazonas) e Itacoatiara (Médio Amazonas). O primeiro horizonte é caracterizado pelas pinturas brancas, pretas e vermelhas, pelos temas geométricos e pelas incisões. O segundo horizonte é caracterizado pelas incisões profundas e pela técnica de ponteação. Acredita-se que o "Horizonte Inciso Ponteado" estivesse associado aos antepassados dos povos de língua caribe, enquanto o "Horizonte Policrômico" teria sido produzido pelos antepassados dos povos de língua tupi.
Os grandes sítios amazônicos da época dos cacicados complexos parecem ter tido regiões especializadas para o enterro, o culto, o trabalho e a guerra. A ocupação pré-histórica tardia do território era sedentarizada. A entrada do milho e de outras sementes na região, assim como sua popularização entre os americanos, data do primeiro milênio antes de Cristo.

### Kuhikugu (1 500- 400 A.P.)
Uma das civilizações amazônicas conhecidas por ter desenvolvido grandes cidades e vilas durante o período Pré-Colombiano foi a de Kuhikugu. O sítio arqueológico de Kuhikugu, descoberto pelo arqueólogo Michael Heckenberger, se localiza dentro do Parque Nacional do Xingu (região do Alto Xingu), e provou ter sido um grande complexo urbano que pode ter abrigado até 50 mil habitantes. Construído provavelmente pelos antepassados dos atuais povos Kuikuro, o sítio abriga construções complexas como estradas, fortificações e trincheiras para proteção. Como a descoberta é recente, estudos sobre as formas de vida dessas populações ainda são necessários, embora os estudiosos acreditem que esse povo cultivava a mandioca. O desaparecimento dessa civilização, assim como de outras grandes civilizações amazônicas, é relacionado à entrada de doenças europeias no continente, responsáveis por dizimar as populações locais, por volta do ano 1500 de nossa era. As características naturais da Floresta Amazônica (mata densa etc.) explicariam porque os antigos europeus não travaram conhecimento com esta civilização brasileira.

### Monte de Teso dos Bichos (400 a.C.-1300 d.C.)
O Monte de Teso dos Bichos ou Tesos Marajoaras localizado na ilha de Marajó, é o local onde haveria nascido uma das mais elaboradas civilizações da Amazônia pré-cabralina, ocupando 2,5 hectares. Uma das características marcantes das sociedades complexas da Ilha de Marajó são os "tesos", aterros artificiais de grande porte construídos para a colocação de habitações, provavelmente visando evitar inundações. Os tesos marajoaras são considerados estruturas monumentais e, por esse motivo, são essenciais para a interpretação do passado marajoara.

#### Formação antropogênica dos montes
Estimou-se que a civilização responsável pela obra teria uma população de 500 mil pessoas. Os habitantes dessa civilização pertenceriam a uma sociedade de tuxauas, senhores da foz do rio Amazonas. Haveria divisão do trabalho entre homens e mulheres, uma dieta rica em proteína (animal e vegetal) e bebidas fermentadas (como o aluá).
Formação por sedimentação fluvial do monte
Em outubro de 2009, um grupo de geólogos alegou que os tesos poderiam ser expandidos a partir de estruturas naturais, por processos semelhantes a formação fluvial de montes em outros lugares, havendo evidências de atividade humana apenas nas camadas mais superficiais. Esta interpretação sugere menos investimento em trabalho acumulado na construção dos montes, e se validada, invalidaria parcialmente as interpretações acerca da existência de sociedades complexas em Marajó. Arqueólogos defensores da hipótese antropogênica questionaram a metodologia de amostragem da equipe, apontando dados no estudo que poderiam ser interpretados como evidência de atividade humana em larga escala.

## Principais sítios arqueológicos

### Alice Boer
O sítio Alice Boer se localiza em Ipeúna, município próximo a Rio Claro, em São Paulo. Foi escavado por iniciativa da arqueólogos Maria Beltrão a serviço do Museu Nacional a partir de 1964. Os primeiros brasileiros da região parecem ser muito antigos e produziram artefatos como pontas de projéteis, raspadores e lesmas. Uma amostra de carvão deste sítio forneceu a data de 14 200 anos.

### Abismo da Ponta de Flecha
O sítio Ponta de Flecha foi escavado entre 1981 e 1982 por C. Barreto e E. Robrahn. Os achados do sítio – entre eles pontas de flecha e ossos – datam tanto da época pleistocênica quanto holocênica. Os ossos de animais encontrados foram marcados por instrumentos líticos humanos.

### Pedra Pintada
A professora de antropologia da Universidade de Illinois, nos Estados Unidos, Anna Roosevelt (bisneta do presidente norte-americano Theodore Roosevelt) coordenou, em 1996, uma equipe que pesquisou a Caverna da Pedra Pintada, em Monte Alegre, Pará, na margem esquerda do Rio Amazonas, a poucos quilômetros do que é hoje Santarém.
Os brasileiros pré-históricos daquela região sustentaram-se com uma economia estável e produziram uma cultura e tecnologias bastante superiores às de seus primos da América do Norte. Os paleoíndios moraram em cavernas confortáveis e protegidas, tinham uma dieta mais saudável e produziram cerâmicas, pinturas rupestres e pontas de flechas. Eles eram caçadores de pequenos animais e coletores de frutas. No auge de sua civilização, chegaram a abrigar cerca de 300 000 indivíduos.
Foram encontradas pontas de lança e cacos de cerâmica datados de 10 000 a 6 000 anos. Os resultados concluíram que os paleoíndios (os primeiros habitantes das Américas) viveram na região amazônica de há 11 200 a há 10 000 anos. São provas convincentes de que a ocupação humana na América se deu há mais de 20 000 anos.
Ainda assim, as descobertas de Roosevelt ainda não refutaram totalmente a hipótese da chegada dos primeiros habitantes da América pelo Estreito de Bering. O movimento migratório teria ocorrido em levas sucessivas. As populações amazônicas, cujos sinais encontrou na caverna da Pedra Pintada, provavelmente migraram para o sul sem ter tido contato com os caçadores de mamutes americanos.

### Pedra Furada

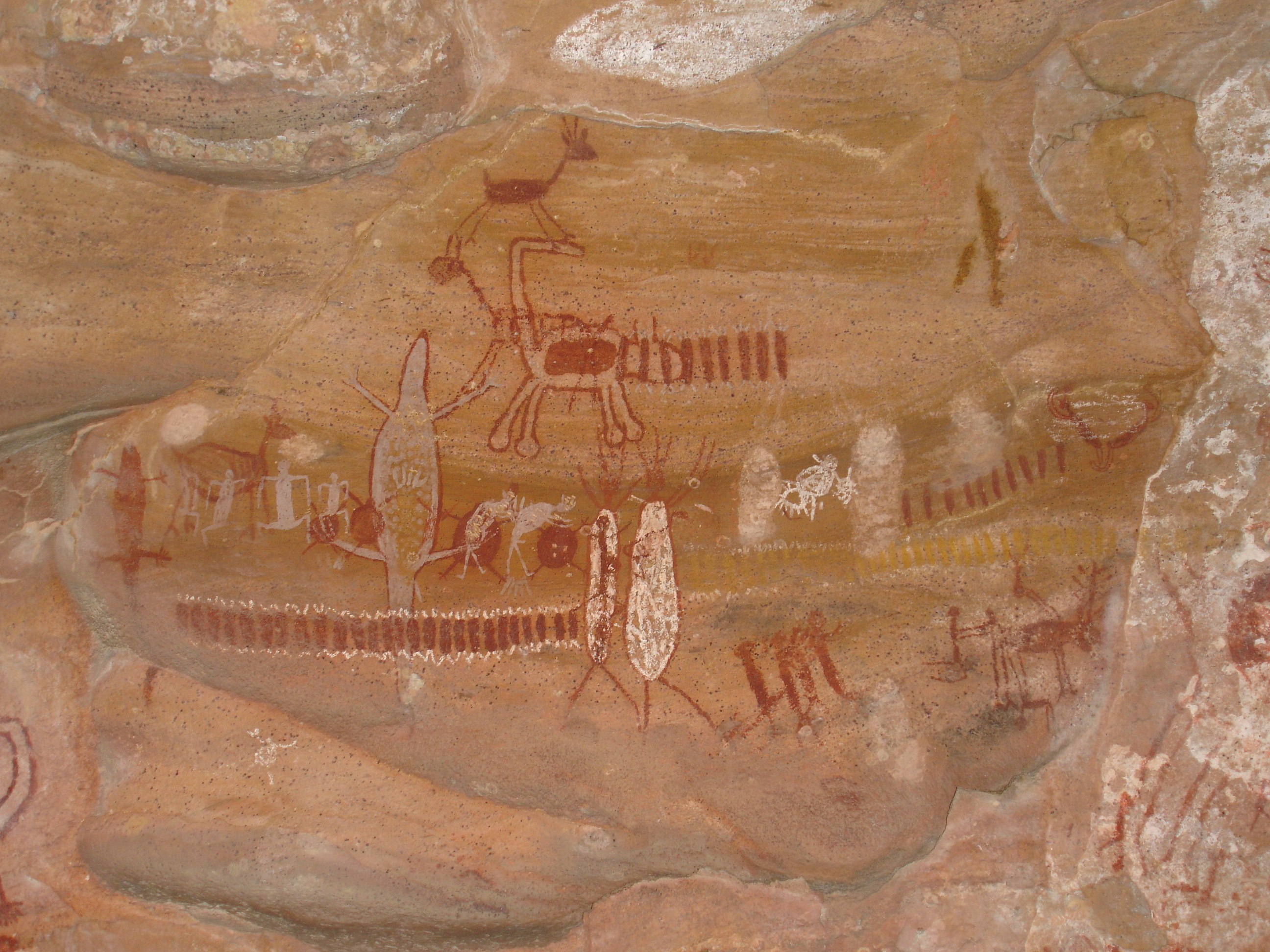
Pinturas do sítio de Pedra Furada

O sítio arqueológico de Pedra Furada, localizado em São Raimundo Nonato, no Parque Nacional da Serra da Capivara, Piauí, foi encontrado na década de 60. Ele vem sendo estudado, desde os anos 70, por Niède Guidon, uma arqueóloga franco-brasileira. Os achados (pedras lascadas  e vestígios de fogueiras) datam de aproximadamente 11 000 anos. Segundo a equipe, não é impossível que os achados possam ter até 48 000 anos. A tese de Guidon vai bem mais longe - cerca de 100 000 anos - e pressupõe que humanos não teriam chegado à América vindo da Ásia por terra (via estreito de Bering como se acredita até hoje) e sim, pelo mar, já se utilizando de embarcações. Contudo, as descobertas de São Raimundo Nonato permanecem controversas e ainda não refutam totalmente a Teoria Clóvis.
O sítio também abriga o Museu do Homem Americano. Painéis iluminados e auto explicativos contam a história da presença dos humanos na América com desenhos, mapas e textos. O espaço também guarda urnas funerárias em argila e réplicas de dois esqueletos humanos encontrados em cavernas da região. Um deles, uma índia de cerca de 30 anos de idade foi encontrado praticamente completo e data de 9,7 mil anos.
Também na região foram encontrados desenhos na Toca do Boqueirão, também em Pedra Furada, que parecem representar uma cena de ataque dos terríveis felinos que já habitaram o continente. As concepções dos atuais índios que habitam a região nordeste do país, a exemplo dos cariris, apesar de bastante modificadas, ainda podem se constituir num elemento útil para decifrar tais representações com uma estratégia conjetural. Uma interpretação sobre os desenhos da figura humana desses povos revela uma surpreendente complexidade que pode muito bem corresponder a um mapa das sensações corporais e/ou uma concepção de corpo e espírito. Os encantados são descritos pelos cariris, em geral, como homens descomunais, ferozes e implacáveis, de feição rude e olhos esbugalhados, verdadeiramente assustadores, segundo o antropólogo Nascimento, que estudou em sua tese para Mestrado na Universidade Federal da Bahia os rituais e identificação étnica dos índios do nordeste a partir das concepções de um grupo remanescente - os cariris de Mirandela (Bahia) em 1994.

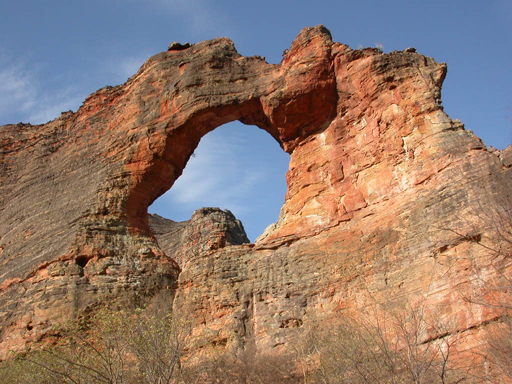
Serra da Capivara, Piauí
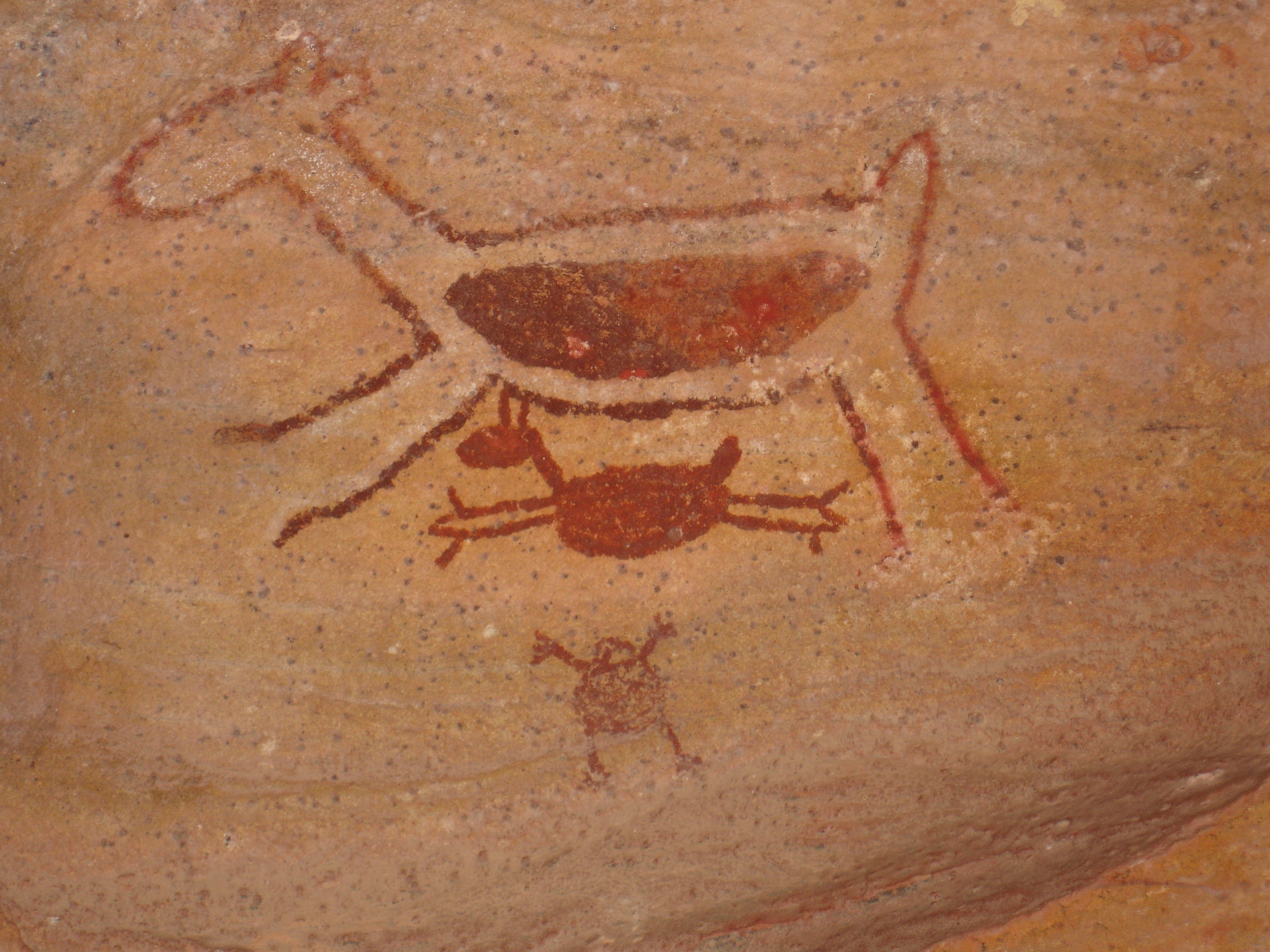
Serra da Capivara, Piauí
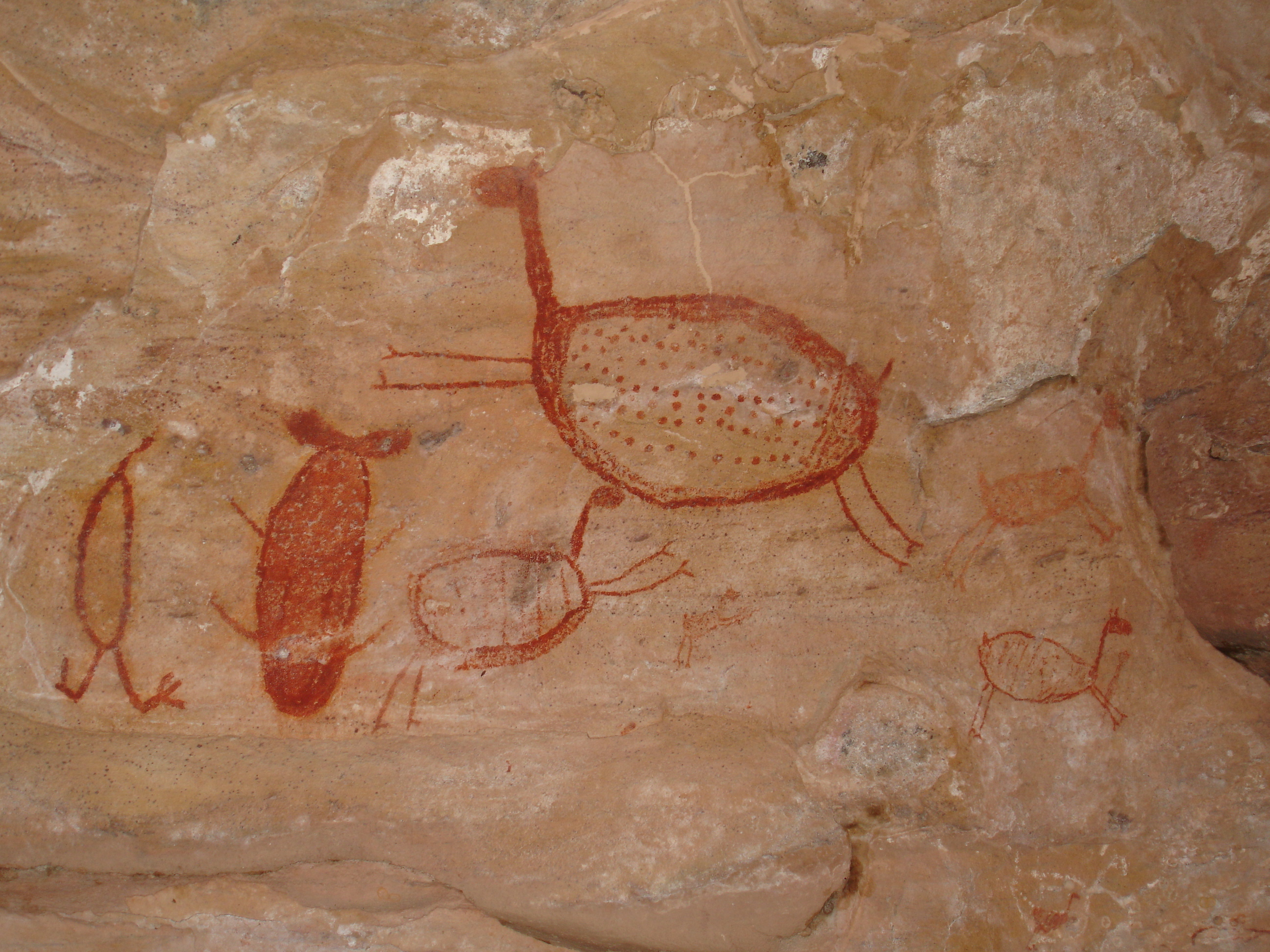
Serra da Capivara, Piauí
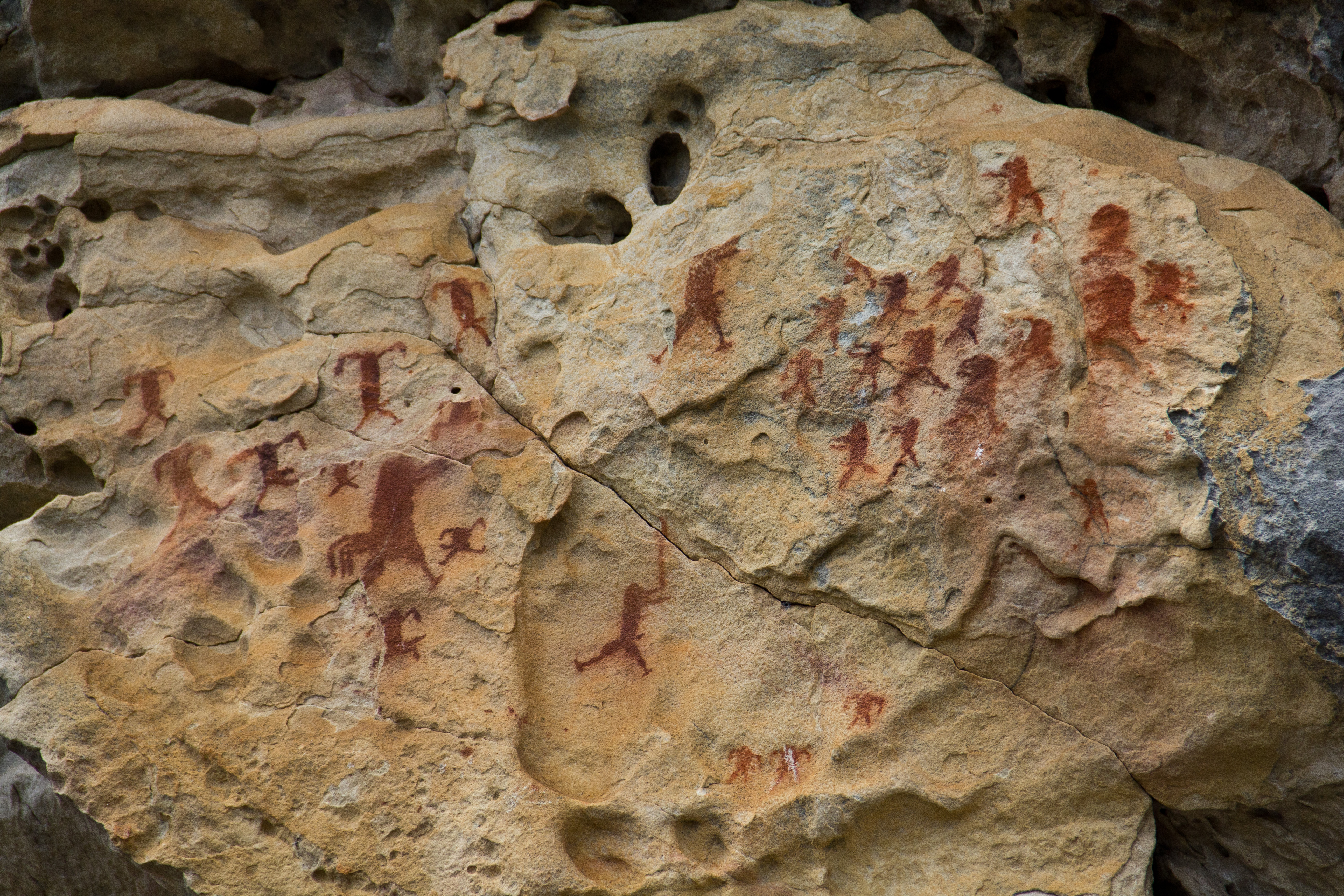
Vale do Catimbau, Pernambuco

### Lagoa Santa
No Brasil, além dos restos do Piauí, existe também um antiquíssimo conjunto achado na região de Lagoa Santa (Minas Gerais), possivelmente os representantes do antigo grupo linguístico do país - Macro Jê -, cujos descendentes mais próximos hoje seriam os índios cariris e botocudos.
Em 1974, na Lapa Vermelha IV durante a escavação da equipe de Annette Laming-Emperaire, foi descoberto um esqueleto humano datado em 11,5 mil anos Antes do Presente, o mais antigo da América, posteriormente apelidado de Luzia. Ela colocou ainda mais dúvidas sobre a Teoria Clóvis, já que é uma mulher com características bem distintas dos indígenas atuais (que são mais próximos do grupo epigenético mongolóide). Luzia foi investigada pelos bioantropólogos e arqueólogos Walter Alves Neves, André Prous, Joseph F. Powell, Erik G. Ozolins e Max Blum.

## Período pré-cabralino recente
Enquanto a maior parte da pesquisa sobre o Brasil mais antigo analisava principalmente os vestígios materiais deixados por esses povos, o Brasil pré-cabralino recente costuma ser estudado através das línguas nativas. Com efeito, o estudo sobre as línguas nativas permite compreender inúmeros aspectos das culturas pré-cabralinas, além de seus parentescos históricos e de suas migrações. Quando os cronistas europeus descreveram os antigos povos brasileiros, utilizaram sobretudo denominações linguísticas e, graças ao trabalho missionário de alguns jesuítas, temos hoje conhecimento das antigas línguas brasílicas (que deram origem às línguas indígenas modernas).

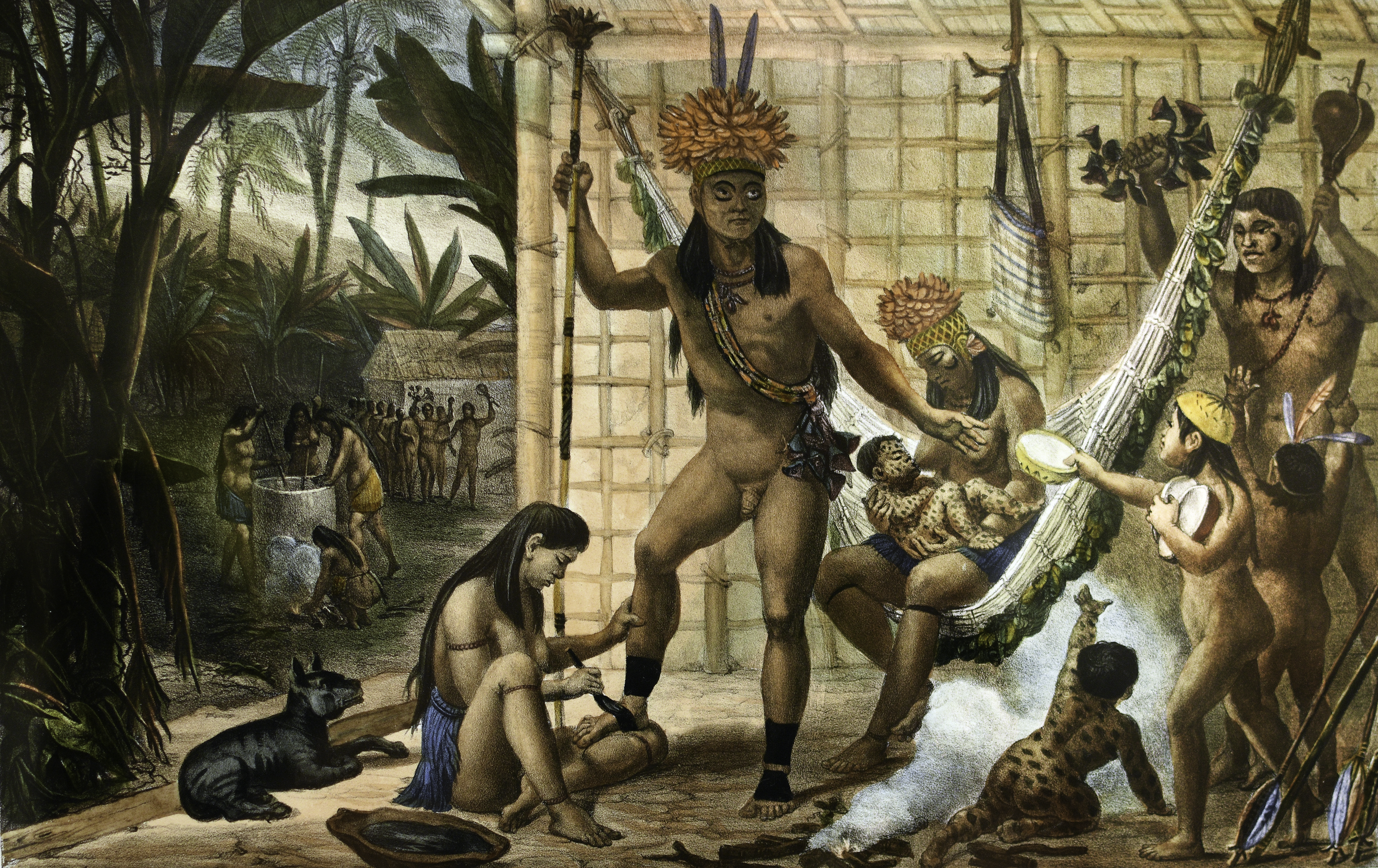
Gravura de Jean-Baptiste Debret retratando uma família camacã no início do período colonial

Resta-nos, contudo, a tarefa de associar os achados antigos aos povos recentes, que conhecemos principalmente a partir de grupos linguísticos. Um estudo desse tipo não foi realizado no Brasil ainda. Apenas um grupo pré-cabralino recente foi associado suficientemente aos achados antigos: os grupos da família linguística Tupi-Guarani. Estes, na época da chegada dos europeus, dominavam o atual litoral brasileiro, conhecido por "Pindorama". Outra fonte importante para a reconstrução da história recente dos povos pré-cabralinos é a mitologia indígena. Sabe-se hoje ser possível estabelecer relações entre os elementos dos mitos e acontecimentos que consideramos "históricos". As fontes mitológicas tem sido empregadas para estudar movimentos migratórios, as relações estabelecidas entre os povos brasileiros e, por exemplo, o Império Inca, etc.
Quando os europeus passaram a ocupar a costa oriental da América do Sul, encontraram etnias vinculadas a quatro principais grupos linguísticos: os arauaque, os tupi-guaranis, os jês e os caraíbas. Devemos tomar cuidado para não confundir grupo linguístico com grupos étnicos. Dentro de um mesmo grupo linguístico havia numerosas e diferentes unidades identitárias possuindo dialetos, práticas culturais e filosofias próprias. Nosso conhecimento dos povos indígenas por meio das crônicas europeias é limitado por diversas razões.
A primeira delas, é que a imagem europeia sobre os povos pré-cabralinos foi marcada por um processo de enquadramento da América em categorias europeias, de forma que as crônicas nos fornecem informações mais valiosas para o estudo dos próprios europeus modernos do que para o estudo dos nativos. A segunda delas, é que as crônicas foram escritas numa época de transformação, uma vez que a entrada dos europeus trouxe doenças e influências novas para o mundo indígena, modificando consideravelmente a antiga realidade em que viviam. Por fim, as crônicas acompanham o avanço da "fronteira" europeia na América, de forma que grande parte dos povos indígenas só chegaram a ser conhecidos pelos ocidentais no século XIX, após terem modificado muitos de seus costumes; é interessante notar que muitas tribos indígenas no Brasil continuam isoladas do mundo ocidental até hoje.

### Tupis

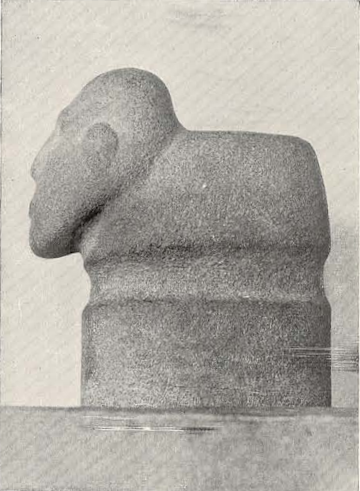
Ídolo de Iguape, encontrado pelo pesquisador Ricardo Krone em 1906. A descoberta ocorreu durante uma de suas pesquisas no sambaqui do Morro Grande, na Estação Ecológica da Juréia-Itatins. Sua idade, calculada pelo carbono 14, revelou que possuía mais de 2 500 anos

Um dos grandes grupos linguísticos do Brasil, e que parece ter se expandido imensamente sobre o território brasileiro antes de 1500, é o grupo tupi. A principal família linguística dentro desse grupo maior é a tupi-guarani. Esses povos devem ter primeiramente habitado a região das cabeceiras dos rios Madeira,Tapajós e Xingu. A expansão tupi-guarani aconteceu há 3 mil e 2 mil anos, pouco depois de esse grupo ter se diferenciado de outros na região entre o Xingu e o Madeira, formando novos subgrupos linguísticos, como os cocamas, omáguas, guaiaquis e xirinós. Os povos de línguas cocama e omágua dirigiram-se ao rio amazonas, enquanto os guaiaquis chegaram ao Paraguai e os xirinós à Bolívia. Tapirapés e tenetearas deslocaram-se em direção ao nordeste. Os povos de línguas pauserna, cajabi e camaiurá deslocaram-se até a região extremo sul do Brasil.
Os povos de língua oiampi chegaram até a região das Guianas. A última fase de dispersão dos povos tupi-guaranis ocorreu por volta do ano 1000. Os falantes de línguas associadas à família tupi-guarani estariam já instalados no sul do Brasil (guaranis etc.), na bacia amazônica e também no litoral do Brasil (potiguares, tupinambás, tupiniquins). Os dados linguísticos nos permitem avaliar essas sociedades como expansivas e em constante movimento. Graças a uma impressionante rede de caminhos fluviais, os povos desse grupo linguístico puderam se difundir e, ao mesmo tempo, manter contato uns com os outros. O uso de canoas (ygara em tupi antigo) para navegar rios permitia o enviamento de missões militares e diplomáticas de uma região para outra.
Muitos artefatos arqueológicos do período cerâmico são filiados a esses antigos povos de matriz linguística tupi-guarani. Os sítios arqueológicos associados a essas populações constituíam-se em aldeias extensas, normalmente localizadas em regiões de planalto ou em terraços. Nesses sítios arqueológicos, de largura média entre 10 000 e 2 000 metros quadrados, a cerâmica antiga é abundante. As unidades habitacionais são cabanas, que podiam alcançar até 60 metros quadrados de diâmetro. Dentro dessas cabanas, foram localizados fogueiras e fornos para cozimento.
As áreas dos sítios são definidas em espaço cerimonial, público e residencial. O espaço dos vivos é separado daquele dos mortos (muitos cemitérios antigos foram localizados). A arqueologia identificou sepultamentos em urnas e outros em terra. Artefatos líticos são encontrados junto dos sepultamentos, provavelmente objetos de uso pessoal. A cerâmica gupi-guarani (particularmente abundante no Paraná) é caracterizada pelos desenhos policrômicos de traços lineares.
A cronologia para a história dos povos tupis-guaranis se baseia em teorias arqueológicas, na glotocronologia e na datação de cerâmicas identificadas aos tupis-guaranis. Como vimos pela história dos tupis-guaranis a partir de suas línguas, o movimento de expansão ocorreu entre há 3000 e há 2000 anos a partir da região amazônica; a maior parte dos artefatos arqueológicos desses povos são datados entre o ano 500 e o ano 1500. A época da expansão para o litoral é constatada pela maior concentração de artefatos nessa região entre os séculos XI e XIII.

### Macro-Jê
As línguas associadas à matriz linguística macro-jê devem ter sofrido diferenciação por volta de há 6000 anos. Sua expansão inicia-se há 3 mil anos, pela Região Centro-Oeste do Brasil. O grupo Jê propriamente dito é possivelmente originário das regiões das nascentes dos rios São Francisco e Araguaia. Grande parte dos povos de língua Jê se afastaram dos caingangues e xoclengues, seguindo para o sul da região central brasileira. Alguns grupos devem ter se separado destes últimos e seguido até a região amazônica há pelo menos mil anos. Os povos Jês preferiam se instalar em regiões de Planalto (como a original região do Planalto brasileiro), como nos permite constatar o estudo de suas línguas Entre as línguas do tronco Macro-Jê encontram-se: caiapós, Xerentes, Timbiras, etc.

### Caraíbas
Os povos de língua caraíbas também passaram por um processo de expansão há 3 mil anos, aproximadamente. Essa família linguística é talvez originária da atual região das guianas e do extremo norte do Brasil. Os iucpas e os carijonas, ramificações dessa família linguística, teriam se diferenciado e migrado para a Colômbia, enquanto os bacairis teriam seguido para o centro do Brasil. O empréstimo de termos tupi nas línguas caribes (e vice-versa) aponta para a existência de redes complexas de comércio e tráfico de pessoas entre tais povos.

### Aruaque e outros
As línguas de matriz aruaque concentram-se hoje na região sudoeste da Bacia amazônica. A principal família linguística associada a esse grupo é a Maipure, dividida em quatro subgrupos regionais. Existe grande polêmica em relação às origens, às migrações e aos descendentes desses povos, além de suas relações com outros grupos linguísticos do Brasil Antigo. Outros grupos linguísticos menores, sem parentescos com os outros maiores, existem no Brasil: mura, chapcura, pano, ianomami, etc.

### Pindorama

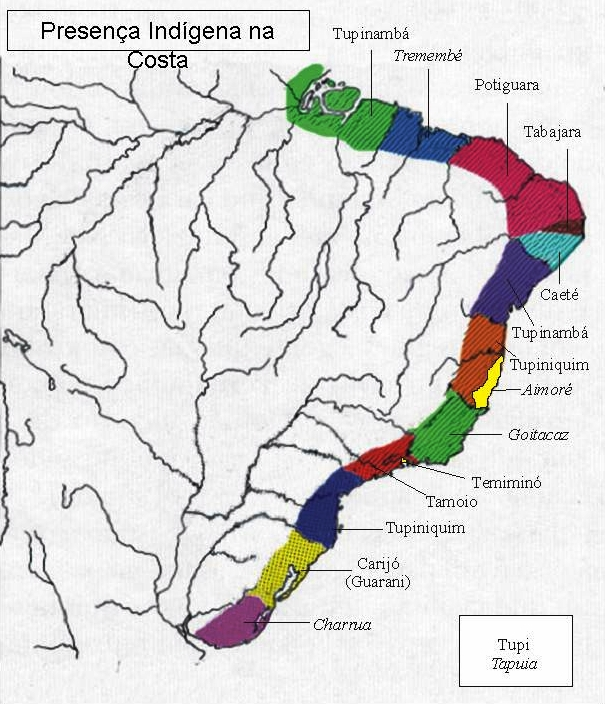
Distribuição dos grupos de língua tupi e não tupi (tapuia) na costa de Pindorama, no século XVI

Na véspera da chegada dos europeus à América em 1500, calcula-se que o atual território do Brasil (a costa oriental da América do Sul) fosse habitado por dois milhões de indígenas, do norte ao sul.
Segundo Luís da Câmara Cascudo, os tupis foram o primeiro agrupamento "indígena que teve contacto com o colonizador". A influência tupi se deu na alimentação, no idioma, nos processos agrícolas, de caça e pesca, nas superstições, costumes, folclore, etc. Os povos do grupo Tupi-Guarani habitavam a região chamada por eles de "Pindorama" (terra das palmeiras), atual região oriental da América do Sul, que habitava o imaginário Tupi-Guarani como terra mítica, uma terra livre dos males. Os arqueólogos acreditam que o mito acerca de "Pindorama" tenha se formado na época das antigas migrações, quando os tupi-guaranis se dirigiram para o litoral brasileiro.
Sabemos os nomes de alguns dos principais grupos que habitavam Pindorama na véspera da chegada europeia (entre eles alguns de origens não tupi): os potiguaras, os tremembés, os tabajaras, os caetés, os tupiniquins, os tupinambás,  os aimorés, os goitacás, os tamoios, os carijós e os temiminós. Os potiguaras habitavam a região entre o Rio Acaraú e o Rio Paraíba e controlavam a navegação fluvial. Durante a conquista, aliaram-se aos franceses, sendo que alguns relatos falam de casamentos entre potiguaras e franceses, envolvendo acordos bélicos antiportugueses. Os Tabajaras habitavam a margem meridional do rio Paraíba, na região atual do litoral pernambucano. Foram importantes aliados dos portugueses durante a conquista. Os Caetés habitavam a região de Pernambuco desde Olinda, "a Marim dos Caetés", até onde encontra-se hoje o estado de Alagoas, desmembrado de Pernambuco. Tornaram-se célebres na História do Brasil por terem devorado o Bispo Sardinha.
Os Tremembés habitavam a margem ocidental do rio Acaraú. Os tamoios habitavam a Baía da Guanabara; seus líderes, Cunhambebe e Aimberê, aliaram-se com os franceses no combate aos portugueses. Os carijós habitavam o litoral sul do país. Os tupiniquins habitavam a atual região do Estado de São Paulo, e os Tupinambá a região sudeste do Brasil. Nosso conhecimento do tupi antigo é principalmente baseado na língua dos Tupinambás (embora esses não constituíssem os "principais tupis", como alguns autores apontam).
Os povos tupis viviam em aldeias que reuniam de 600 a 700 habitantes. Algumas aldeias eram fortificadas em razão das guerras inter-tribais. Nenhuma autoridade aparecia com força absoluta ou consideravelmente forte sobre os outros integrantes da sociedade, embora houvesse "hierarquias" em função do gênero, do mérito guerreiro e dos poderes xamânicos. Os Pajés (Payes em tupi antigo, intermediários entre o mundo religioso e o mundo humano) e os Caciques (morubixaba em tupi antigo, chefes guerreiros) ocupavam, em geral, o papel de autoridades das tribos. A subsistência baseava-se na caça e na horticultura. Acreditavam nos bons e nos maus espíritos (tupã, anhang, etc.), que influenciavam os acontecimentos no cosmos. Cada homem trazia um maracá, no qual acreditavam habitar um espírito protetor de cada indivíduo. Acredita-se que apenas os filhos dos homens mais importantes da tribo fossem enterrados nas urnas funerárias. Os acontecimentos religiosos tinham alcance amplo, e reuniam diferentes etnias. Os antigos indígenas foram responsáveis por inúmeras manifestações artísticas, como peças de cerâmica, danças, canções/poesia (registradas por Léry) e, a que mais impressionou os ocidentais, a plumária extremamente sofisticada e rica. A literatura tupi aparece com a chegada da escrita europeia, quando missionários passam a escrever em tupi para converter os nativos, e as crônicas transcrevem canções indígenas.

#### Topônimos
A permanência de nomes tupis (tupi antigo, nhe'enga tupi ou língua geral) para nomear diversas regiões do Brasil atual é um indicador da influência da língua indígena na cultura brasileira. Os historiadores de Brasil Colonial concordam que até o século XVIII o tupi era provavelmente a língua mais falada em algumas regiões da América Portuguesa. Nomes de regiões, rios e cidades brasileiras têm suas raízes no período de Pindorama, e no período colonial. Alguns exemplos:
- Guaratinquetá = gûyrá-tinga-etá = Muitas Garças
- Jacareí = îakaré 'y = Rio dos Jacarés
- Piraguá = Pira Kûá = Baía dos Peixes
- Araraquara = Arara Kûara = Toca das Araras

### O Brasil pré-cabralino e a Europa
Do lado europeu, a descoberta do Brasil foi precedida por vários tratados entre Portugal e Espanha, estabelecendo limites e dividindo o mundo já descoberto do mundo ainda por descobrir.
Destes acordos assinados à distância da terra atribuída, o Tratado de Tordesilhas (1494) é o mais importante, por definir as porções do globo que caberiam a Portugal no período em que o Brasil foi colônia portuguesa. Estabeleciam suas cláusulas que as terras a leste de um mediano imaginário que passaria a 370 léguas marítimas a oeste das ilhas de Cabo Verde pertenceriam ao rei de Portugal, enquanto as terras a oeste seriam posse dos reis de Castela (atualmente Espanha). No atual território do Brasil, a linha atravessava de norte a sul, da atual cidade de Belém do Pará à atual Laguna, em Santa Catarina. Quando soube do tratado, o rei de França Francisco I teria indagado qual era "a cláusula do testamento de Adão" que dividia o planeta entre os reis de Portugal e Espanha e o excluía da partilha.
Muitos estudiosos afirmam que o primeiro a chegar nas antigas terras do atual Brasil foi o navegador espanhol Vicente Yáñez Pinzón, que no dia 26 de janeiro de 1500 desembarcou no Cabo de Santo Agostinho, litoral sul de Pernambuco — esta considerada a mais antiga viagem comprovada ao território brasileiro.